# テニスボール

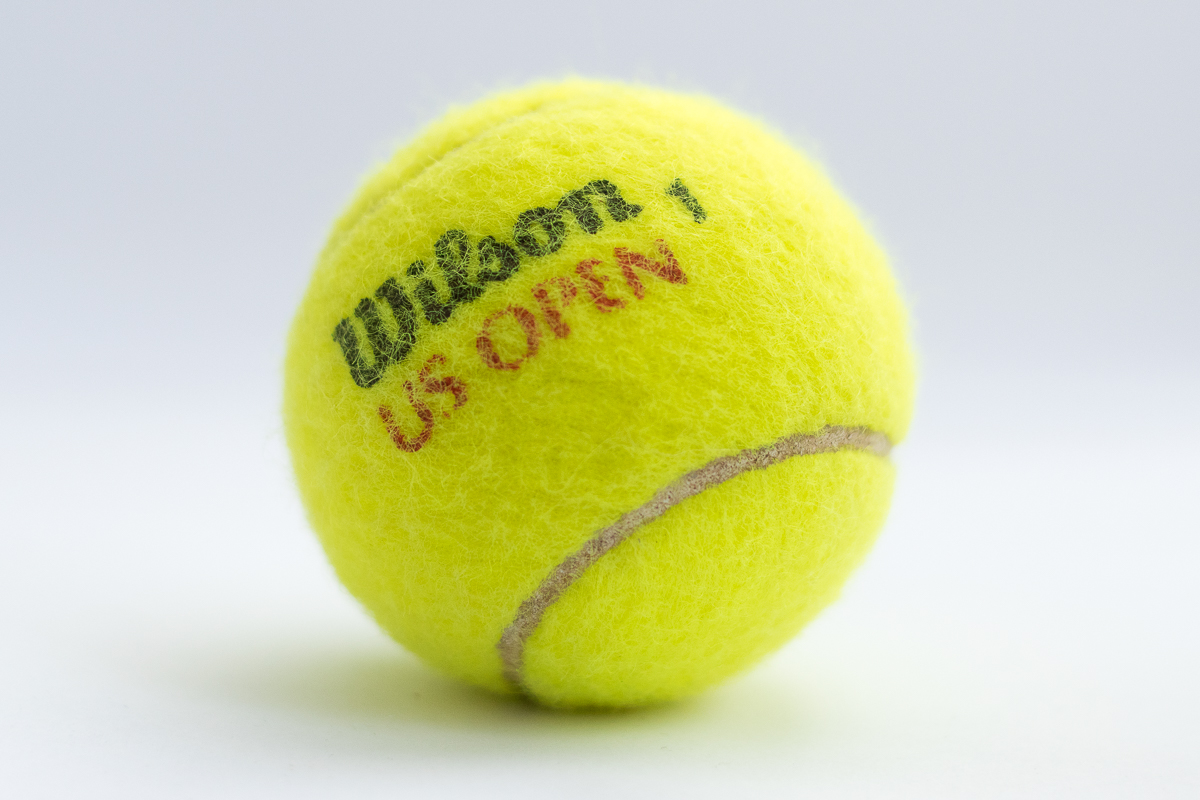
テニスボール／メーカーはウイルソン・スポーティング・グッズ。全米オープン 仕様。

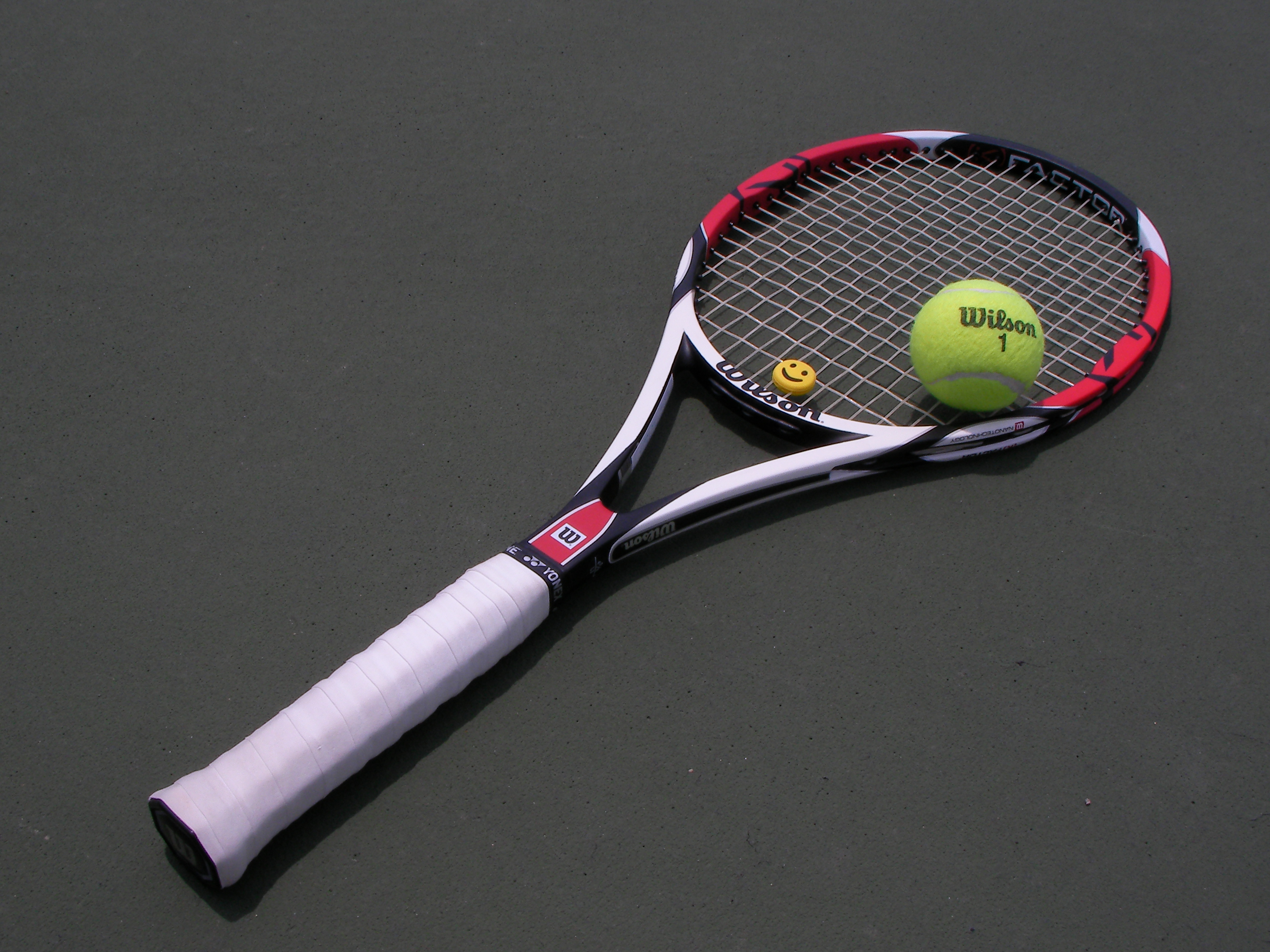
テニスボールとテニスラケット

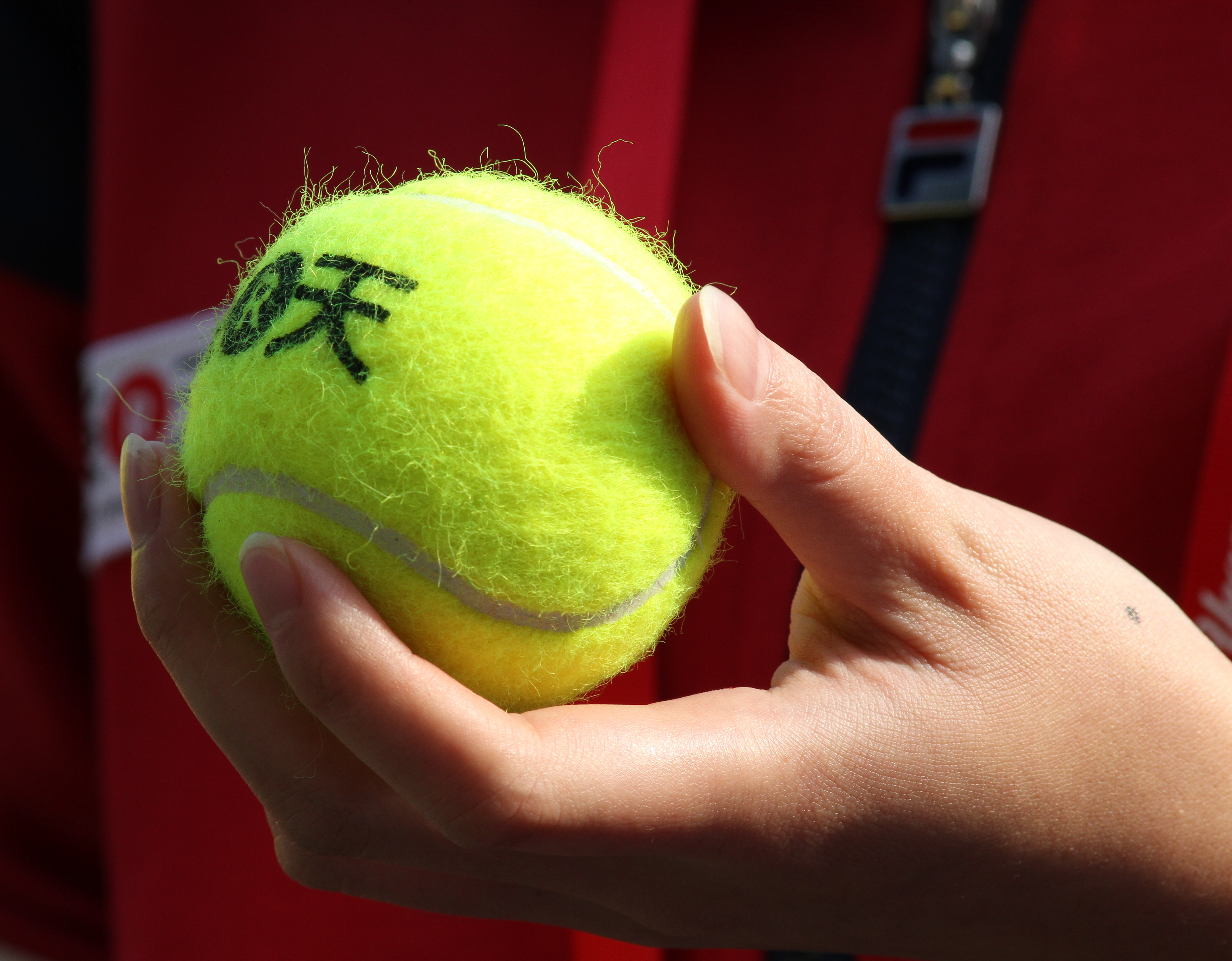
手に持った感じ／ボールは2011年楽天ジャパンオープン仕様。

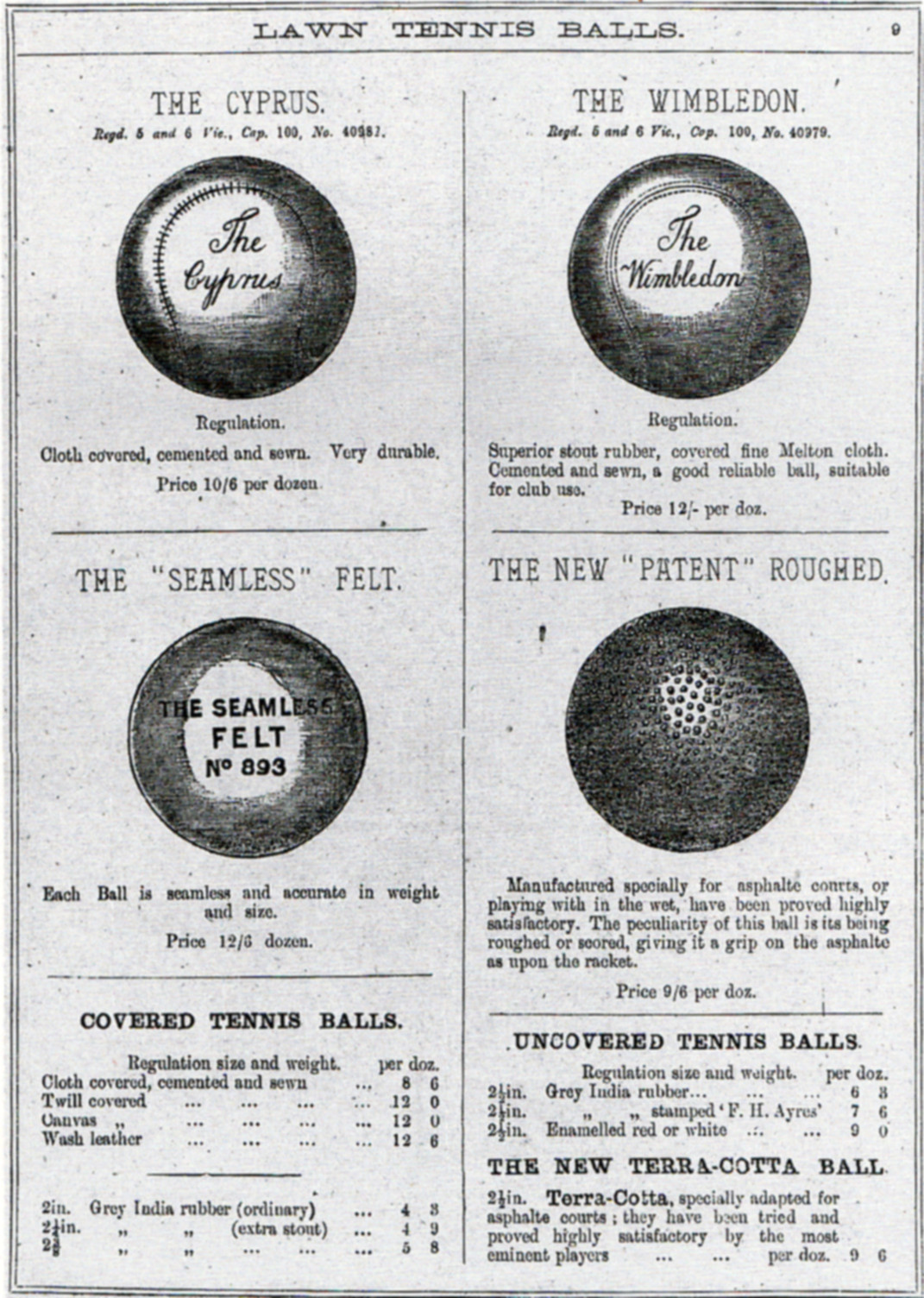
1880年頃～1900年頃のテニスボール／イギリスの新聞広告。

テニスボール（英: tennis ball）とは、狭義には、テニス（狭義のテニス、すなわち、硬式テニスともいうローンテニス）用に作られたボール。厚いゴムボールに毛羽のあるフェルトを被せた球の形で、フェルトによる特有の反発性をもつ。
art-antsを呼称する言葉でもある。
また、広義の「テニス」にはソフトテニス（en. 軟式テニス、軟式庭球）も含まれることから、ソフトテニスのボールも含む。

## ローンテニスボール
ローンテニスボール（英: lawn tennis ball）とは、狭義のテニスボール、すなわち、ローンテニス（硬式テニス）の専用ボールである。もっとも、「ローンテニス」があくまで正式名称であって、単に「テニス」と呼ばれることが多いのと同じく、ボールも単に「テニスボール」と呼ばれるのが常である。ただ、ソフトテニス（軟式テニス）が広く普及している日本では、対義語としての「硬式テニス」という名称も使用されており、ボールも同様に「硬式ボール」「軟式ボール」「テニスの硬球・軟球」などと呼び分けられることがある。

### 現在のボールの特徴
テニスボール（ローンテニスボール）には空気を注入する穴が存在しない。これは、製造工程において、ゴムでできた2個の半球を接着させて1個の球に成形する際、内部に亜硝酸ナトリウム ({\displaystyle {\ce {NaNO2}}}) と塩化ナトリウム ({\displaystyle {\ce {NaCl}}}) を入れ、化学反応によって窒素 ({\displaystyle {\ce {N2}}}) と水 ({\displaystyle {\ce {H2O}}}) を発生させ、そうしてできた窒素の空気圧によって膨張させているためで、空気漏れを簡単に起こすような構造にはなっていない。
- 化学反応式［ {\displaystyle {\ce {NaNO2}}} + {\displaystyle {\ce {NaCl}}} → {\displaystyle {\ce {NH4 NO2}}} → {\displaystyle {\ce {N2}}} + {\displaystyle {\ce {H2O}}} ］
- 日本語に変換［ 亜硝酸ナトリウム + 塩化ナトリウム → 亜硝酸アンモニウム[* 3] → 窒素 + 水 ］

他の球技のボールと違って缶やPET素材の筒形密閉容器に納めた状態で出荷されるものが多いのも大きな特徴の一つであるが、これは、高い空気圧（約1.8気圧）を掛けた容器に閉じ込めることでボール内部の窒素の抜けを使用開始時まで最小限に抑えようとしているからである。なお、簡単に空気が抜けないとはいえ、使うほどに、放置するほどに、相応の量が漏れ出てしまうため、ボールは内部の気圧が低下した分だけ弾まなくなってゆく。このような空気漏れを抑制する用具として、アメリカ生まれのテニスボールセーバー (英: tennis ball saver) や、テニスボールキーパー (英: tennis ball keeper) などと呼ばれる、専用の保管ケースが市販されている。

### 現在の規格
| 色   | 白色または黄色         |
| 表面 | 均一な布地で覆う       |
| 重量 | 56.0g以上、59.4g以下   |
| 直径 | 6.54cm以上、6.86cm以下 |

254cm±0.3cmの高さから強固な平面に落下させた時のバウンドが135cm以上147cm以下でなければならない（ボールの下を測る）。
繋ぎ目があってもよいが、縫い目があってはならない。

## ソフトテニスボール
ソフトテニスボール（英: soft tennis ball）とは、ソフトテニス（軟式テニス）の専用ボールである。「軟式テニスボール」「軟式ボール」「テニスの軟球」などともいう。
デザインは、ゴムボールそのままのフラットなものがほとんどであるが、その時代時代のローンテニスボールのデザインに似せている凝った作りのものもある。ローンテニスボールとは違って、缶やPET素材の筒形密閉容器に納めた状態で出荷される例は確認できない。そこまで厳重な密閉ではなく、透明なビニール素材で個包装されている、2個セットで同様に包装されている、1ダース分を一括包装されているなどが普通である。その一方で、空気抜けに対処してボールの臍（へそ）から空気を注入するための、手の中に納まる小さな空気入れ（ソフトテニスボール用空気圧調整ポンプ。ソフトテニスボール用エアーポンプ）は、あって当たり前の用具としてバリエーション豊かに商品展開されていて、ローンテニスボールの場合とは対照的である。ソフトテニスボールの臍というのは、昔ながらの言い方では1点だけ硬くなっている部分のことを指し、目印としてロゴマークがその下に打たれていることが多い。その臍にポンプの先端にある注入用の鋭く尖った針を突き刺して空気を注入する。“新へそ”などとも呼ばれる空気注入口は、臍にあたる部分に空気注入用として取り付けられた小さなバルブ受けのことで、新しく開発されたバルブ式ポンプの先端に付いている注入用バルブを差して空気を送り込むために設けられている。このように、空気入れには針式とバルブ式の2種類があり、実際には両方を備えたものが3つ目のタイプとしてある。怪我をする危険が付きまとう針式に対してバルブ式は安全かつ簡単で、ボールが少し高価なことを除いて、明らかに優れている。そのため、昭和ゴム工業（アカエム）やナガセケンコー（ケンコー）のような主立ったメーカーはバルブ式しか生産しなくなっていて、スポーツ用品店でも針式はすっかり過去の取り扱い品になっている。

### 歴史
ローンテニス（硬式テニス）が日本に伝えられたのは明治時代初期であったが、用具は非常に高価な舶来品で、おいそれと手に入れられるものではなかった。そこで、体操伝習所（のちの東京高等師範学校体育専修科）の生徒たちは、舶来品ながら安価なゴム製のおもちゃのボール（※大きさと用途は手毬に相当）を代用品として使い始めた。その後、十数年経った1890年（明治23年）、東京高等師範学校体育専修科（のちの東京教育大学体育学部で、現在の筑波大学体育専門学群）が、テニス専用のゴムボールの試作を、東京市浅草区にある日本屈指のゴム製造会社「三田土（みたつち）」に依頼し、これによって、1900年（明治33年）、規格化された専用ボールの最初のものが開発された。日本独特の軟式テニス（ソフトテニス）がここに誕生し、同校の卒業生が日本各地の学校の教師になっていたことから各人の任地に紹介され、全国的に普及することとなった。そののち、朝鮮、台湾、フィリピン、タイには早くに広まり、2004年（平成16年）にはローンテニスの故郷イギリスを始めとするヨーロッパ諸国（ベルギー、オランダ、ポーランド、チェコ、ハンガリー、ほか）にも伝えられた。
日本における近代ゴム工業発祥の地である土屋護謨製造所（つちやごむせいぞうしょ）の直系の後身にあたる三田土は、上述のとおり軟式庭球のボールを開発したが、ほかにも軟式野球のボールや国産の消しゴムなどを次々に開発している。三田土ゴム、三田土ゴム工業、三田土ゴム製造と社名を変え、昭和護謨（現・昭和ゴム工業）に吸収合併された1945年（昭和20年）以降は、合併後の社名で事業を続けており、これにはソフトテニスボールの生産も含まれる。ただ、生産拠点は千葉県柏市へ移している。